# Slingsby T.21
Slingsby T.21 je kluzák s otevřenou kabinou a sedadly vedle sebe, postavený společností Slingsby Sailplanes Ltd. Poprvé vzlétl v roce 1944. Byl nasazen v RAF pro výcvik a je dodnes používán civilními kluby.

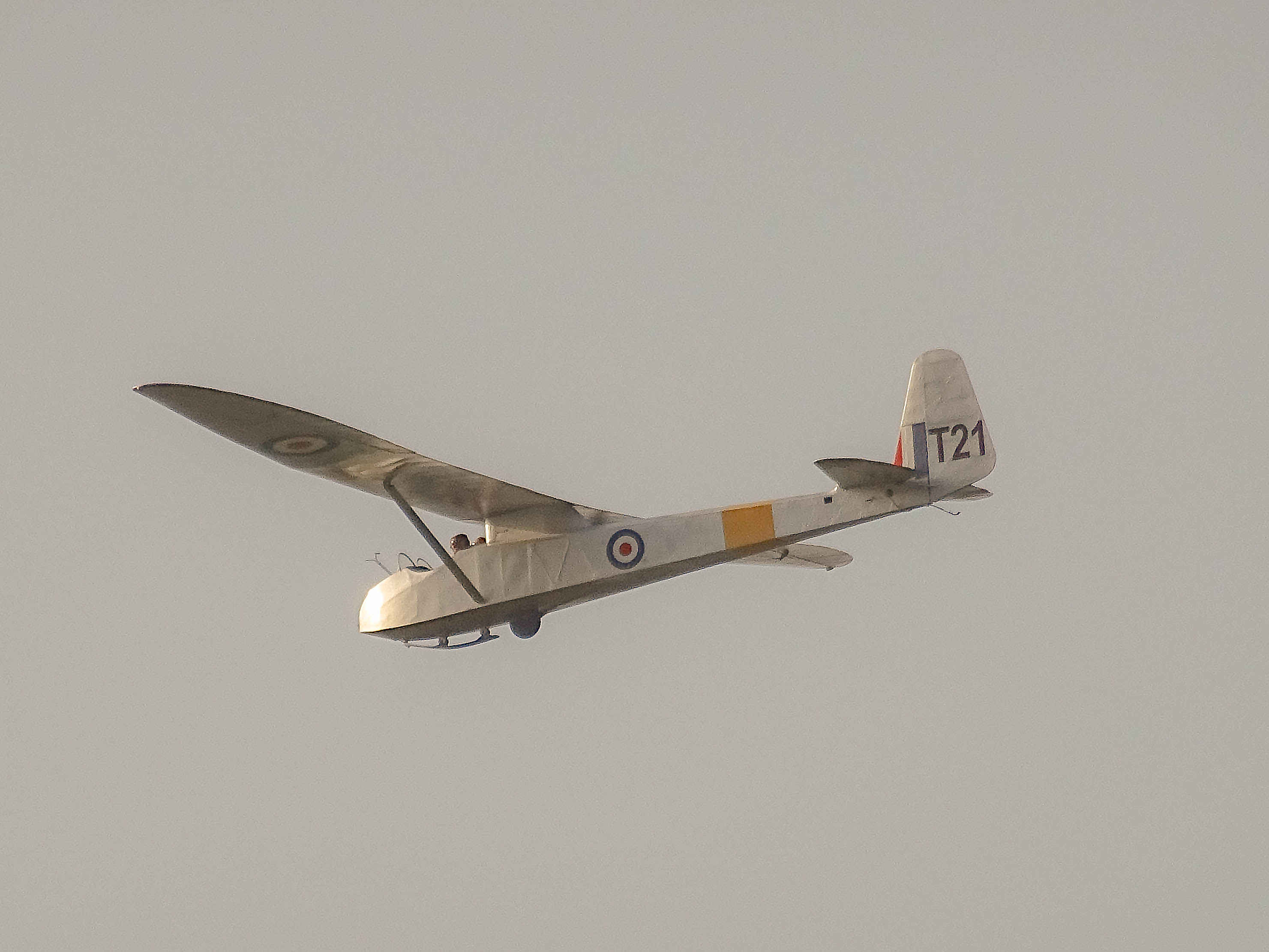
Slingsby T.21B

## Konstrukce a vývoj
Prototyp kluzáku T.21P poprvé vzlétl v roce 1944. Měl dřevěnou konstrukci potaženou plátnem a byl to v podstatě zvětšený jednosedadlový Schneider Grunau Baby, který byl společností Slingsby vyráběn v licenci před válkou. Vzpěrou vyztužené křídlo mělo rozpětí 15 m a přední horní část přídě byla odnímatelná, aby posádka mohla být vystavena větru podobně jako u kluzáků pro elementární výcvik. Byl konstruován pro použití v britské organizaci Air Training Corps, ale letoun byl odmítnut a uložen ve skladu.
Po válce byl zakoupen Londýnským plachtařským klubem (London Gliding Club) a shledán velmi užitečným. Byla navržena zlepšení, jejichž výsledkem byl kluzák T.21A, který byl zalétán v roce 1947. Rozpětí křídel byl zvětšeno na 16,5 m a myšlenka odnímatelné příďové sekce byla opuštěna. Byl postaven pouze jeden kus, ale další lehce modifikovaná verze, zpočátku známá pod označením T.28, byla objednána RAF pro výcvik leteckých kadetů. Jednalo se o typ T.21B který poprvé vzlétl v prosinci roku 1947 a byl sériově vyráběn jak pro RAF (pod názvem Sedbergh TX.1 dle školy Sedbergh School), tak pro civilní kluby. Velké množství bylo vyvezeno do Indie, také do Egypta, Jordánska, Keni, Malajsie, Nizozemska, Pákistánu, Portugalska, Jihoafrické republiky a Švédska.
Doposud většina výcviku probíhala na jednosedadlových elementárních kluzácích, ale nástup T.21 a dalšího dvousedadlového typu T.31 znamenal, že od počátku 50. let byl prakticky veškerý základní výcvik prováděn na dvousedadlových kluzácích. T.21 byl oblíben pod jménem The Barge (bárka), podle tvaru trupu, podobajícího se člunu a klidných letových vlastností, zatímco T.31 byl často nazýván The Brick (cihla), opět podle svých letových vlastností.
Další verzí, postavenou v jediném exempláři, byl T.21C, také známý jako T.46, který vzlétl v říjnu 1957. Poloha křídla byla snížena, takže bylo umístěné po stranách horní části trupu, a ne na pylonu nad trupem. Rozpětí křídel bylo zvětšeno na 17,2 m. Letoun měl také uzavřený kokpit a přepracované ocasní plochy.
Do roku 1966 bylo postaveno přibližně 226 kusů T.21B. Tento počet zahrnuje 19 kusů postavených pro RAF společností Martin Hearn Ltd v Hooton Parku v roce 1950 a asi pět kusů postavených kluby a jednotlivci ze stavebnic nebo součástí.

## Operační historie
RAF obdrželo 95 Sedberghů, které byly ve službě do poloviny 80. let 20. století, kdy veškeré dřevěné kluzáky byly nahrazeny letouny Grob Viking. V tu dobu většina civilních klubů už s T.21 nelétala, ale letouny RAF byly rozprodány v aukcích a typ získal novou popularitu u příznivců rekreačního létání v Německu, Nizozemsku i Británii.

## Varianty

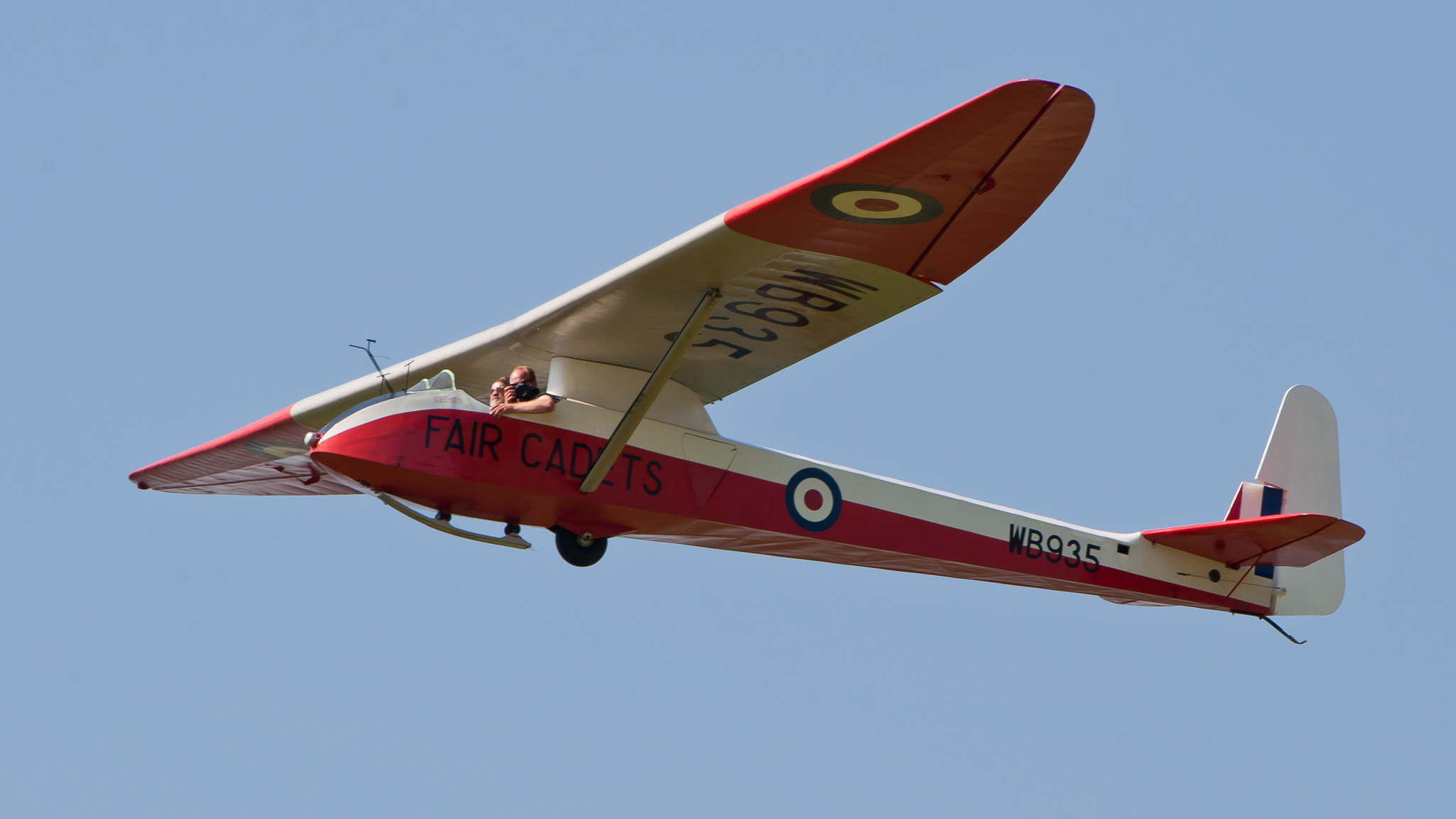
Slingsby T.21B

- T.21P - první prototyp, postaven s otevřeným kokpitem, nabídnut ATC (RAF) jako nahrážka za T.20, s rozpětím křídla 15 m; poprvé vzlétl roku 1944.
- T.21A - civilní verze s rozpětím 16,5 m.
- T.21B - výrobní verze pro ATC (RAF) známá jako Slingsby Sedbergh TX Mk.1
- T.21C - značně zdokonalený T.21 s novým trupem, uzavřeným kokpitem a sníženými křídly, přeznačen na T.46. Postaven pouze jeden kus, který létal do konce 90. let.

## Uživatelé
- Royal Air Force
- Air Training Corps

## Letadla v muzeích
- US Southwest Soaring Museum[2]

## Specifikace

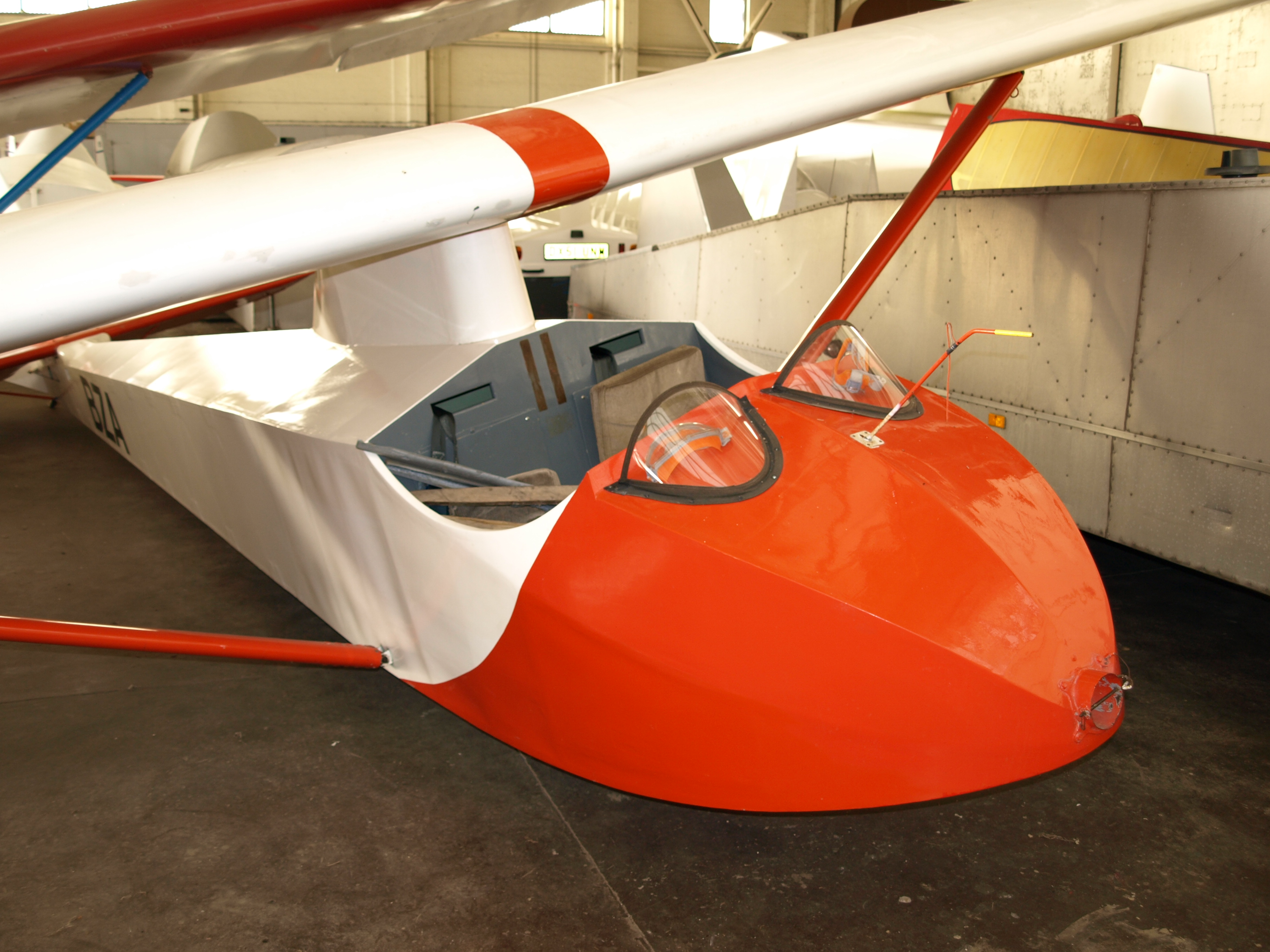
Slingsby T.21B

### Technické údaje
- Osádka: 2
- Délka: 8,16 m
- Rozpětí: 16,46 m
- Nosná plocha: 24,20 m²
- Plošné zatížení: 19,6 kg/m²
- Profil křídla vnitřní: Göttingen 535
- Profil křídla vnější: symetrický
- Prázdná hmotnost: 254 kg
- Vzletová hmotnost: 454 kg

### Výkony
- Minimální rychlost: 45 km/h
- Maximální rychlost: 170 km/h
- Klouzavost při 60 km/h: 1:21
- Klesavost při 55 km/h: 0,85 m/s